# The Book of Secrets
The Book of Secrets, edito dall'etichetta Quinlan Road, è il settimo album in studio dell'artista canadese Loreena McKennitt ed è uno dei più venduti, realizzando oltre tre milioni di copie in tutto il mondo dalla data di pubblicazione ad oggi.
L'album è incentrato sul viaggio, inteso in senso non solo geografico ma anche storico e spirituale. Sulla quarta di copertina del libretto è riportata un aforisma del filosofo taoista Lao Tsu: "Un buon viaggiatore non ha piani prefissati e non ha intenzione di arrivare". 
Oltre all'album, nello stesso anno è stato pubblicato Words and Music, disco contenente un'intervista di circa un'ora, nella quale la cantautrice racconta come è nato The Book of Secrets, la sua registrazione, i viaggi che hanno ispirato l'opera.

## Tracce
1. Prologue – 4:22
2. The Mummers' Dance – 6:07
3. Skellig – 6:07
4. Marco Polo – 5:15
5. The Highwayman – 10:19
6. La Serenissima – 5:09
7. Night Ride Across The Caucasus – 8:30
8. Dante's Prayer – 7:11

Il testo di The Highwayman è un adattamento dell'opera omonima del poeta inglese Alfred Noyes, pubblicata nel 1906. Già nel 1993 alcuni amici avevano suggerito questo genere di lavoro all'artista.
Gli ultimi versi del brano Skellig si riferiscono alle parole di un monaco proveniente dall'abbazia di Skellig Michael, il primo dei sette santuari della linea micaelica.

## Singoli
- The Mummers' Dance
- Marco Polo

## Video
- The Mummers' Dance

## Classifica
| Paese             | Posizione |
| ----------------- | --------- |
| Australia         | 33        |
| Canada            | 3         |
| Danimarca         | 14        |
| Francia           | 16        |
| Germania          | 7         |
| Italia            | 17        |
| Norvegia          | 30        |
| Paesi Bassi       | 29        |
| Nuova Zelanda     | 9         |
| Spagna            | 16        |
| Svizzera          | 30        |
| Billboard Top 200 | 17        |

## Certificazioni
| Paese       | Certificazione | Vendite    |
| ----------- | -------------- | ---------- |
| Stati Uniti | 2xPlatino      | 2.000.000+ |
| Canada      | 4xPlatino      | 400.000+   |
| Germania    | Oro            | 100.000+   |

### Andamento nella classifica canadese
| Posizione | 3      | 3      | 5      | 6      | 8      | 11     | 17     | 19     | 29     | 25     |  |  |  |  |        |        |        |        |        |        |        |        |        |        |        |        |        |        |        |        |
| Fonti     | [ 22 ] | [ 23 ] | [ 24 ] | [ 25 ] | [ 26 ] | [ 27 ] | [ 28 ] | [ 29 ] | [ 30 ] | [ 31 ] |  |  |  |  | [ 32 ] | [ 33 ] | [ 34 ] | [ 35 ] | [ 36 ] | [ 37 ] | [ 38 ] | [ 39 ] | [ 40 ] | [ 41 ] | [ 42 ] | [ 43 ] | [ 44 ] | [ 45 ] | [ 46 ] | [ 47 ] |